# Princess Albertina piercing
Princess Albertina é um piercing genital feminino, onde um anel entra na uretra e sai através da parte superior da vagina. Anne Greenblatt descreveu a Princess Albertina à Ralph H. em 1995 como um "piercing relativamente novo e experimental." Seu nome vem do fato de que ele é análogo ao piercing Prince Albert piercing masculino.
Este é um piercing relativamente raro, sua colocação é difícil e o potencial para infecções do trato urinário pode ser aumentado por este piercing. Este piercing exige que o portador tenha uma uretra larga o suficiente para isso ser viável. Este piercing pode ser extremamente sexualmente estimulado, como sua presença estimula os nervos da uretra durante a relação sexual ou atividades masturbatórias. Ele é um piercing avançado e muitos piercers podem não estar dispostos ou serem capazes de executar ele. Como notado acima, a preocupação primária com este piercing é que ele pode levar a um aumento de infecções do trato urinário. Enquanto muitos piercings genitais masculinos são transuretrais, o comprimento largo da uretra masculina reduz o risco de infecção do trato urinário devido aos piercings transuretrais. Em adição a isso, a sonda uretral frequentemente usada para alargar a uretra pode ser perigosa se feita de forma inapropriada. A presença deste piercing pode alterar ou desviar o escoamento da urina do corpo e pode exigir atenção extra durante e após a micção.